# Екстремни правила (2014)
Осем професионални кеч мача се състоят по време на събитието в Ийст Ръдърфорд, включително 3 основни мача.
Щит (Дийн Амброуз, Сет Ролинс и Роман Рейнс) успяха да победят, отново събраният отбор „Еволюция“ (Трите Хикса, Ренди Ортън и Батиста) в мач отборен мач между 6 мъже, Брей Уаят потърси реванш за загубата си от Джон Сина на Кеч Мания 30 и успя да го победи в стоманената клетка, Даниел Брайън успя да защити своята Световна титла в тежка категория на федерацията срещу Кейн в първата си защита на титлата.

## Фон
На 14 април в Първична сила, имаше мини турнир да се определи кой ще се бие срещу Големия И Ленгстън за Интерконтиненталната титла, Скобата е както е посочено по-долу:

## Мачове
| # | Мач                                                                                                   | Правила                                                                    | Време |
| - | --- | -------------------------------------------------------------------------- | ----- |
| 1 | Ел Торито (с Епико и Примо) победи Хорнсуогъл (с Хийт Слейтър, Джиндър Махал и Дрю Макинтайър         | Мач мини маси стълби и столове                                             | 10:53 |
| 2 | Антонио Сезаро (с Пол Хеймън) победи Джак Фукльото (с Зеб Колтър) и Роб Ван Дам                       | Тройна заплаха елиминационен мач                                           | 12:34 |
| 3 | Русев победи Ар Труф и Хавиер Уудс чрез предаване                                                     | Мач хендикап 2 срещу 1                                                     | 02:53 |
| 4 | Бад Нюз Барет победи Големия И (ш)                                                                    | Сингъл мач за интерконтиненталната титла                                   | 07:55 |
| 5 | Щитът (Дийн Амброус, Сет Ролинс и Роман Рейнс) победиха Еволюция (Трите Хикса, Ранди Ортън и Батиста) | Отборен мач между 6 мъже                                                   | 19:56 |
| 6 | Брей Уаят (с Люк Харпър и Ерик Роуън) победи Джон Сина чрез бягство от клетката                       | Мач в стоманена клетка                                                     | 21:26 |
| 7 | Пейдж (ш) победи Тамина чрез предаване                                                                | Сингъл мач за титлата на дивите                                            | 06:18 |
| 8 | Даниел Брайън (ш) победи Кейн                                                                         | Мач екстремни правила за Световната титла в тежка категория на федерацията | 22:44 |